# Germanic
Die Germanic war ein 1875 in Dienst gestelltes Passagierschiff der White Star Line und das Schwesterschiff der Britannic. Sie blieb bis 1905 im Besitz der Reederei und wechselte in den darauffolgenden Jahren mehrfach den Namen und Eigner. 1950 beendete das zuletzt in der Türkei eingesetzte Schiff seine Laufbahn nach einer ungewöhnlich langen Dienstzeit von 75 Jahren.

## Schiffsleben

### AlsGermanic
Am 15. Juli 1874 erfolgte auf der Werft Harland & Wolff der Stapellauf der Germanic. Sie war das letzte mit einem eisernen Rumpf gebaute Schiff der White Star Line, alle darauffolgenden Neubauten entstanden aus Stahl. Am 20. Mai 1875 lief die Germanic zu ihrer Jungfernfahrt von Liverpool aus. Diese Reise führte sie über Queenstown nach New York. Auf der Reise, welche vom 30. Juli 1875 bis 7. August 1875 dauerte, holte sie das Blaue Band mit einer Geschwindigkeit von 14,65 kn. Im April 1876 verbesserte sie ihren Rekord auf 15,76 kn. Im Februar 1876 machte sie eine Rekordfahrt in West-Ost-Richtung.
Im Jahr 1895 erfolgte ein Umbau des Schiffes. Die Germanic erhielt ein Extradeck und ihre Schornsteine wurden verlängert. Mit diesen Maßnahmen wurde ihre Tonnage auf 5.066 BRT erhöht. Am 13. Februar 1899 kenterte das Schiff in New York, als man es mit Kohle beladen wollte. Am 7. Juni 1899 kam die Germanic nach Bergung und Reparatur in Belfast wieder in Fahrt. Im Oktober 1903 wurde das Schiff aufgelegt. 1904 unternahm sie vier Charterreisen von Southampton nach New York für die American Line.

### AlsOttawa
1905 erwarb die Dominion Line aus Liverpool die Germanic und taufte diese in Ottawa um. Ferner wurde die erste Klasse aufgelöst und in die zweite Klasse verwandelt. Vom 27. April 1905 bis zum 2. September 1909 war sie im Liverpool-Montreal-Dienst tätig.

### AlsGul Djemal
Am 15. März 1911 wurde die Ottawa nach Konstantinopel überführt. Die Denizbank Denizyollari Idaresi, welche in Konstantinopel ansässig ist, erwarb das Schiff und nannte es in Gul Djemal um. Sie tat ihren Dienst fortan im Schwarzen Meer. Am 3. Mai 1915 wurde sie im Marmarameer vom britischen U-Boot E14 torpediert. Sie wurde jedoch wieder gehoben. Am 6. Oktober 1920 unternahm das Schiff seine erste Reise von Konstantinopel nach New York. Im November 1921 wurde es aufgelegt, stand später jedoch wieder im Dienst. 1928 wurde die Gul Djemal in Gulcemal umgetauft. Am Ende ihrer Einsatzzeit diente sie zudem als Hotelschiff und als schwimmendes Lager. Am 16. November 1950 erreichte die Gulcemal Messina, wo sie abgewrackt wurde. Das Schiff war mit 75 Jahren wohl eines der dienstältesten Passagierschiffe aller Zeiten.